# Неропаровы
Неропаровы (устар. Неро-Паровы) — река в Надымском районе Ямало-Ненецкого АО. Устье находится в 59 км по левому берегу реки Шуга. Длина реки 16 км.

## Данные водного реестра
По данным государственного водного реестра России относится к Нижнеобскому бассейновому округу, водохозяйственный участок реки — Обь от города Салехард и до устья, речной подбассейн реки — бассейны притоков Оби ниже впадения Северной Сосьвы. Речной бассейн реки — (Нижняя) Обь от впадения Иртыша.